# Gruchacze
Gruchacze (Psophiidae) – monotypowa rodzina ptaków z rzędu żurawiowych (Gruiformes).

## Zasięg występowania
Obejmuje gatunki lądowe, zamieszkujące wyłącznie tropikalne lasy Amazonii w Ameryce Południowej (Kolumbia, Wenezuela, Gujana, Surinam, Gujana Francuska, Brazylia, Ekwador, Peru i Boliwia).

## Charakterystyka
Długość ciała 45–52 cm; masa ciała 790–1500 g. Gruchacze mają długie szyje i nogi oraz dzioby podobne do dziobów kurowatych. Słabo latają, za to są dobrymi biegaczami.
Żywią się głównie owadami i owocami. Gniazdują na ziemi, składając białe lub zielonkawe jaja. W Wenezueli i Brazylii, gdzie nazywane są jacamim, używane są jako zwierzęta stróżujące, gdyż doskonale potrafią zabijać jadowite węże.

## Systematyka

### Etymologia
Psophia (Psophea, Psopha, Psofia): gr. ψοφος psophos „hałas, nieartykułowany dźwięk”.

### Podział systematyczny
Do rodziny gruchaczy należy jeden rodzaj Psophia z trzema gatunkami:
- Psophia crepitans Linnaeus, 1758 – gruchacz siwoskrzydły
- Psophia leucoptera von Spix 1825 – gruchacz białoskrzydły
- Psophia viridis von Spix 1825 – gruchacz zielonoskrzydły